# Lycium arochae
Lycium arochae är en potatisväxtart som beskrevs av F. Chiang, T. Wendt och E.J. Lott. Lycium arochae ingår i släktet bocktörnen, och familjen potatisväxter. Inga underarter finns listade i Catalogue of Life.